# 武田宗慶
武田 宗慶（たけだ そうけい）は、戦国時代の武将。安芸武田氏の一族で周防武田氏の祖。武田光和の三男。母は熊谷氏の娘というが不明。正室は安国寺恵瓊の娘という説がある。仮名は小三郎。俗名は不明。官位は刑部少輔。子に武田光信。

## 生涯
幼少期に父の武田光和が病死する。当時、兄二人は夭折しており、彼の存命する唯一の実子だったが、庶子であったため家督を継ぐ事ができなかった。従兄弟の武田信重と、若狭武田氏出身の武田信実は光和死後の家督を巡って争ったため、その難を逃れるべく隠棲生活を送っていた。
武田光和恩顧の家臣で八木城主・香川光景は小三郎の生存を聞き覚え、国内を探し回りこれを見つけ、次期当主に据えるべく毛利元就に助勢を乞い、元就もそれに対して確約を行った。天文9年（1540年）11月、かくして小三郎は義母・八重女（父の室であり、吉川興経の妹）と共に周防国玖珂にある欽明路峠に匿われた。翌天文10年（1541年）3月、元就が武田光広と名を変えた武田信重を討ち滅ぼしたが、光景と約した銀山城主の件は反故にされた。
しかしながら、長ずると容姿端正な顔つきとなり、父と同じ刑部少輔を名乗り、甲斐武田氏のお家芸という柔術を会得して武において優れていたため、元就の要求により元就の影武者というとても重要な役目を務めた。
天文24年/弘治元年（1555年）、陶晴賢との厳島の戦いでも元就の護衛を務めた。それに引き続く防長経略では、鞍掛山城主・杉隆泰との戦いで案内人として鞍掛山城へと手引きし、後にも毛利家の主要な合戦で活躍した。
慶長2年（1597年）に74歳で没した。
（一部玖珂町誌より）

## 俗名について
幼少時から使われていた名前の小三郎と入道名の宗慶としか判明していないため、現時点では不明である。

## 子孫・末裔
子孫は教育において尽力し、武田宗左衛門が邸内に開いた私塾「稽古屋敷」を前身とする呉武田学園（呉港高等学校・武田中学校・高等学校）を運営をしている。名前に武田があるのはその名残。

## 外部サイト
- 甲斐・安芸・若狭武田氏について（広島市のページ）
- 広島市祇園西公民館web情報ステーション　歴史情報